# Корыцкий, Кароль Флориан
Кароль Флориан Корыцкий (пол. Karol Florian Korycki; 3 ноября 1702, Дитрики, Виленское воеводство — 1789, Рим) ― церковно-политический деятель, доктор философии, профессор теологии.

## Биография
Родился в польской шляхетской семье, брат известного поэта-латиниста эпохи Просвещения Михаила Корыцкого. В 1717—1723 годах учился в иезуитских коллегиумах Вильны, Слуцка и Полоцка, затем преподавал грамматику и поэзию в Вильне и Варшаве. В 1726—1730 годах учился в Варшавском коллегиуме, где позднее был профессором риторики (до 1732 года). В 1732—1733 годах преподавал этику в Вильне. В 1733—1736 годах — профессор учительского семинариума в Слуцке, проповедник у слуцких князей Радзивиллов.
Получил в Виленской римско-католической духовной академии степень доктора философии, в 1736—1738 годах был профессором теологии в Виленской духовной академии, где возглавлял кафедру. В 1739—1746 годах жил в Варшаве, преподавая теологию.
С 1746 года в Риме был первым секретарём польской ассистенции езуитов, объединяющей 4 иезуитские провинции Речи Посполитой. Как руководитель Мазовецкой провинции в 1758 году послан в Великое княжество Литовское для урегулирования пограничных и школьных вопросов у иезуитов.
С 1763 по 1765 год ректор Несвижского коллегиума, затем был назначен ассистентом и заместителем генерала польского провинции иезуитов по делам Речи Посполитой. С 1776 года проживал в Риме.
Ночью 16 августа 1773 года римские здания, принадлежащие иезуитам, были захвачены по приказу Римского папы Климента XIV войсками. Генерал ордена и четыре ассистента, включая Кароля Корыцкого, были арестованы и заключены в тюрьму.
В 1776 году Корыцкий был освобождён. Последние годы провёл в Риме на папском пенсионе. Поддерживал связи с иезуитами Российской империи, убеждал их в законности существования ордена. Выступал против подчинения иезуитов епископу Станиславу Богуш-Сестренцевичу.
Автор различных панегириков и легенд на латинском языке. Известный историк епископ Ян Альбертранди назвал его «первым мастером наук и вкуса в иезуитской литературе на Литве».